# قناة الريان
قناة الريان الفضائية (لغة إنجليزية; Alrayyan TV)هي إحدى أذرع شركة الريان للاعلام والتسويق التابعة للمكتب الهندسي الخاص وهي الشركة التي أنتجت في الأعوام الماضية ومن خلال شركة الريان للإنتاج مجموعة من الأفلام والبرامج لصالح اللجنة المنظمة لاحتفالات اليوم الوطني للدولة.

## رؤية القناة
وتتبنى القناة رؤية قطر الوطنية (2030) وتطمح أن تكون من الوسائل الاعلامية المساندة في تحقيق التنمية المستدامة من خلال ثلاث وظائف رئيسية هي «التنمية والتوعية والترفيه» التي ستترجمها القناة إلى مزيج برامجي يمثل استراتيجتها الاعلامية.
وقناة «الريان» هي قناة منوعة تستهدف المجتمع القطري كجمهور أساسي وتراعي خصوصية هويته الوطنية وتطلعاته. وتهدف إلى العمل على تنمية المجتمع وتوعية فئاته بما يساهم في تحقيق رؤية قطر الوطنية (2030) إضافةً إلى الترويج لقيم الفضيلة والايجابية وأصالة التراث القطري ودعم التواصل الاجتماعي واذكاء روح التنافس والتفكير الإبداعي بين فئة الشباب بشكل خاص وعموم شرائح المجتمع بشكل عام كما ستقدم كل ما هو مفيد وضمن إطار يجمع بين الفائدة والترفيه باستخدام أفضل تقنيات الإنتاج والبث.
كما أن القناة ستواكب العصر بإعلام خلوق مستبصر يساند نهضة قطر ويساهم في تحقيق التنمية المستدامة